# Atimura strandi
Atimura strandi là một loài bọ cánh cứng trong họ Cerambycidae.